# Лариса Косицина
Лариса Косицина (рум. Лариса Косицына; Ашхабад, 14. децембар 1968) била је совјетска атлетичарка, руског порекла који се такмичила у скоку увис троструки освајач медаља на Европском првенство у атлетици у дворани|европским првенст6има у дворани.

## Значајнинји резултати
| Година                        | Такмичење                     | Место                         | Пласман                       | Резултат (м)                  | Белешка                       |                               |
| Представаљала Совјетски Савез | Представаљала Совјетски Савез | Представаљала Совјетски Савез | Представаљала Совјетски Савез | Представаљала Совјетски Савез | Представаљала Совјетски Савез | Представаљала Совјетски Савез |
| Скок увис                     | Скок увис                     | Скок увис                     | Скок увис                     | Скок увис                     | Скок увис                     | Скок увис                     |
| ----------------------------- | ----------------------------- | ----------------------------- | ----------------------------- | ----------------------------- | ----------------------------- | ----------------------------- |
| 1981.                         | Европско јуниорско првенство  | Утрехт, Холандија             |                               | 1,86                          | [ 1 ]                         |                               |
| 1983                          | Европско првенство у дворани  | Будимпешта, Мађарска          |                               | 1,94                          |                               |                               |
| 1983                          | Светско првенство             | Хелсинки, Финска              | 17                            | 1,80                          |                               |                               |
| 1986.                         | Европско првенство у дворани  | Мадрид, Шпанија               |                               | 1,94                          |                               |                               |
| 1986.                         | Европско првенство            | Штутгарт, Западна Немачка     | 10.                           | 1,83                          |                               |                               |
| 1987.                         | Светско првенство             | Рим, Италија                  | 5,                            | 1,96                          |                               |                               |
| 1988.                         | Европско првенство у дворани  | Будимешта, Мађарска           |                               | 1,97                          |                               |                               |